# Renmark West
Renmark West är en ort i Australien. Den ligger i kommunen Renmark Paringa och delstaten South Australia, omkring 210 kilometer nordost om delstatshuvudstaden Adelaide. Orten hade 1 358 invånare år 2021.
Närmaste större samhälle är Berri, omkring 16 kilometer sydväst om Renmark West. 